# マレー・ポリネシア語派

マレー・ポリネシア語派の分布
フィリピン語群
ボルネオ語群
中核マレー・ポリネシア語群
スンダ・スラウェシ語群
中部マレー・ポリネシア語群
東部マレー・ポリネシア語群
大洋州諸語

大洋州諸語の分布図
西大洋州諸語および中部メラネシア諸語
アドミラルティ諸島諸語およびヤップ語
セント・マタイアス諸語
テモツ諸語
南東ソロモン諸語
南大洋州諸語
ミクロネシア諸語
フィジー・ポリネシア諸語

マレー・ポリネシア語派（マレー・ポリネシアごは）またはマラヨ・ポリネシア語派は、オーストロネシア語族の大部分の言語を含む語派である。またオーストロネシア語族全体をマレー・ポリネシア語族と呼ぶことも多い。オーストロネシア語族から台湾諸語（タオ族以外の多くの台湾原住民の言語）を除いた言語をまとめてマレー・ポリネシア語派と呼んでいる。

## 分類
下位区分としては以下のように、フィリピン語群とインド・メラネシア語群に分けられる。（ただし分類については異説もある）
- フィリピン語群：台湾島嶼部のタオ族（ヤミ族）から南のフィリピンまでこの系統に入るとされる。イロカノ語、パンパンガ語、タガログ語、セブアノ語、ボホラノ語、ワライ語、ビコール語、ヒリガイノン語はフィリピン8大言語と呼ばれる[1]。
  - 北部フィリピン諸語
    - バタン諸語（英語版）
      - タオ語 - タオ族
      - イヴァターヌン語 - イヴァタン族（英語版）

    - イロカノ語
    - パンパンガ語（カパンパンガン語）

  - 中央フィリピン諸語（英語版） (Greater Central Philippine languages)
    - タガログ語、フィリピン語（タガログ語を標準化したフィリピンの公用語）
    - セブアノ語、ボホラノ語（英語版）
    - ワライ語
    - ビコール語
    - ヒリガイノン語（イロンゴ語）
    - タウスグ語

  - カラミア諸語（英語版） (Calamian Tagbanwa) - Tagbanwa people
  - ミンダナオ諸語（英語版）（南部フィリピン諸語）
    - マギンダナオ語
    - マラナオ語

  - サンギリック語群（英語版）
  - ミナハサン語群（英語版）
- サマ・バジャウ語群（英語版） ※フィリピン諸語と同じグループに分類されることもある。
- インド・メラネシア語群（英語版）
  - ボルネオ語群（英語版）：ボルネオ島、スラウェシ島北部からマダガスカルなどの言語を含む。
    - サバ諸語（英語版）
    - バリト諸語（英語版）
      - 東バリト諸語（英語版）
        - マアニヤン語（英語版）：ボルネオ島南部
        - マダガスカル語（マラガシ語）

      - 西バリト諸語（英語版）
        - ガジュ語（英語版）：ボルネオ島南西部

      - マハカム諸語（英語版）

    - 北サラワク諸語（英語版）

  - 中核マレー・ポリネシア語群（英語版）：オーストロネシア語族最大のグループであり、海南島やスマトラ島からハワイ諸島、イースター島まで分布している。
    - スンダ・スラウェシ語群（英語版）（もしくは西マレー・ポリネシア語群）：上記以外のインドネシア中西部、ミクロネシア西部（チャモロ語、パラオ語など）。
      - マレー・スンバワ語群（英語版）
        - ジャワ語
        - スンダ語
        - マドゥラ語
        - アチェ・チャム諸語：インドシナ半島（チャム語）、アチェ語、回輝語
        - バリ・ササク諸語（英語版）：バリ語、ササク語
        - 北西スマトラ諸語（英語版）：バタク語、ニアス語、ガヨ語
        - マライック諸語（英語版）：マレー半島（インドネシア語、マレー語）、バンジャル語

      - 南スラウェシ諸語（英語版）
        - マカッサル語
        - ブギス語

      - セレベス諸語（英語版）
        - サルアン・バンガイ諸語（英語版）
        - カイリ・パモナ諸語（英語版）
        - ブンク・トラキ諸語（英語版）
        - ウォトゥ・ウォリオ諸語（英語版）
        - ムナ・ブトゥン諸語（英語版）：チアチア語、ムナ語（英語版）

      - パラオ語
      - チャモロ語

    - 中東部マレー・ポリネシア語群（英語版）：インドネシア東部（テトゥン語など）～大洋州
      - スンバ・フローレス諸語（英語版）
      - 中央マルク諸語（英語版）
      - ティモール・バベル諸語（英語版）
        - テトゥン語（東ティモールの公用語）、ベカイス語（英語版）
        - ウアブ・メト語（英語版）、ダワン語（英語版）
        - ウェタル語（英語版）、ガロリ語（英語版）
        - カワイミナ諸語（英語版）、マクヴァ語（英語版）（ロヴァイア語）
        - マンバイ語（英語版）
        - トコデデ語（英語版）、ケマク語（英語版）
        - イダラカ語（英語版）

      - 大洋州諸語（オセアニア諸語）：ニューギニア島の一部・メラネシア・ミクロネシア中東部・ポリネシア。
        - 西大洋州諸語
          - 北部ニューギニア諸語（英語版）：アヌス語
          - Papuan Tip諸語（英語版）：モトゥ語（英語版）（モトゥ語を基にしたピジン言語ヒリモトゥ語はパプアニューギニアの公用語）

        - 中部メラネシア諸語（英語版）
          - クアヌア語（トライ語）
          - 南東ソロモン諸語（英語版）

        - アドミラルティ諸島諸語
        - ヤップ語
        - テモツ諸語（英語版）
          - リーフ諸島諸語（英語版）
          - ウトゥプア諸語（英語版）
          - バニコロ諸語（英語版）

        - 南大洋州諸語（英語版）
        - ミクロネシア諸語
          - ナウル語
          - キリバス語
          - 中核ミクロネシア諸語：マーシャル語、コスラエ語、チューク語、カロリン語、トビ語

        - 中央太平洋諸語（フィジー・ポリネシア諸語）
          - フィジー語
          - ポリネシア諸語
            - トンガ語
            - ニウエ語
            - 中核ポリネシア諸語（英語版）：サモア語、トケラウ語、ツバル語、タヒチ語、ペンリン語、ラロトンガ語、マオリ語、ハワイ語、ラパ・ヌイ語